# Demografía de Ghana
La Demografía de Ghana describe la condición y da una visión general de la gente de Ghana. Los temas tratados por la demografía son la educación, la salud y las estadísticas de población así como la identificación de las identidades raciales y religiosas. Este artículo estudia los rasgos demográficos de los habitantes de Ghana, incluidos la densidad de población, los grupos étnicos, el nivel de educación, la salud, el estatus económico, las afiliaciones religiosas y otros aspectos de la población.

## Perfil demográfico
Ghana tiene una estructura de edad joven, con aproximadamente el 57 % de la población menor de 25 años uno de los índices más altos del mundo.Mozambique pose altas tasas de fecundidad, una población joven en rápido crecimiento: el 45% de la población es menor de 15 años. La elevada tasa de pobreza de Ghana se debe a las catástrofes naturales, las enfermedades, el elevado crecimiento demográfico, la baja productividad agrícola y la desigual distribución de la riqueza
Pose altas tasas de fecundidad, una población joven en rápido crecimiento, la elevada tasa de pobreza las enfermedades y el elevado crecimiento demográfico llevan a que más de tres cuartas partes de la población subsistan en la pobreza con ingresos menores a 1.25 dólares diarios.
La elevada tasa de crecimiento de la población se ve algo frenada por las altas tasas de VIH/SIDA y las altas tasas de mortalidad general del país. Ghana se encuentra entre los peores del mundo en cuanto a prevalencia del VIH/SIDA, muertes por VIH/SIDA y esperanza de vida al nacer.
La tasa de fecundidad los últimos años se encuentra en torno a los cuatro hijos por mujer. La fecundidad sigue siendo más alta en la región del norte que en la del Gran Accra. Por término medio, la fecundidad deseada ha permanecido estable durante varios años; los habitantes de las ciudades desean tener menos hijos que los residentes en las zonas rurales. El aumento de la esperanza de vida ha elevado la proporción de personas mayores de 60 años es una de las más altas del África subsahariana. La pobreza ha disminuido en Ghana, pero sigue siendo omnipresente en la región norte, que es susceptible de sufrir sequías e inundaciones y tiene menos acceso a las infraestructuras de transporte, los mercados, las tierras agrícolas fértiles y los centros industriales. En la región norteña también hay menos matriculación escolar, más analfabetismo y menos oportunidades para las mujeres.
Ghana fue un país de inmigración en los primeros años después de su independencia en 1957, atrayendo a inmigrantes laborales en gran parte de Nigeria y otros países vecinos para la extracción de minerales y la cosecha de cacao: los inmigrantes constituían alrededor del 12 % de la población de Ghana en 1960. A finales de la década de 1960, el empeoramiento de las condiciones económicas y sociales desalentó la inmigración, y cientos de miles de inmigrantes, en su mayoría nigerianos, fueron expulsados.
Durante la década de 1970, la grave sequía y la recesión económica transformaron a Ghana en un país de emigración; la vecina Costa de Marfil fue el destino inicial. Más tarde, cientos de miles de ghaneses emigraron a Nigeria para trabajar en su floreciente industria petrolera, pero la mayoría fueron deportados en 1983 y 1985 al caer los precios del petróleo. Muchos ghaneses se dirigieron entonces a destinos más lejanos, como otras partes de África, Europa y Norteamérica, pero la mayoría siguió emigrando dentro de África Occidental. Desde la década de 1990, el aumento de la emigración de ghaneses cualificados, sobre todo a EE. UU. y el Reino Unido, vació al país de sus profesionales de la salud y la educación. A nivel interno, la pobreza y otras disparidades de desarrollo siguen empujando a los ghaneses del norte al sur, sobre todo a sus centros urbanos.

## Tendencias demográficas
El primer censo de población tras la independencia de Ghana en 1961 arrojó un resultado de 6,7 millones de habitantes. Antes de 1970 el censo registraba 8,5 millones, un incremento del 27 %, mientras que el censo de 1984 recogía una cifra de 12,3 millones, casi el doble de la de 1960 (véase tabla 2, apéndice). La población de la nación se estimaba que había aumentado hasta los 15 millones en 1990 y hasta los 17,2 a mediados de 1994. Con una tasa de cracimietno anual del 2,2 % durante el periodo de 1965 a 1980, una del 3,4 % desde 1981 a 1989, una del 3,2 % en 1992, se ha hecho la previsión de que la población sobrepase los 20 millones antes del año 2000 y los 35 millones para 2025.
El aumento de población se ve de la misma manera reflejado en otro datos estadísticos. Entre 1965 y 1989, un constante 45 % del total de la población femenina se encontraba en edad fértil. La tasa bruta de natalidad de 4,7 % recogida en 1965 bajó hasta el 4,4 % en 1992. Del mismo modo, la tasa bruta de mortalidad de 1,8 % en 1965 cayó hasta 1,3 % en 1992, y la esperanza de vida se elevó desde los 42 años para hombres y 45 para las mujeres en el periodo entre 1970 y 1975, hasta los 52 y 56 años respectivamente en 1992. La tasa de mortalidad infantil de 1,2 % nacimientos mejoró hasta quedarse en 8,65 % nacimientos en 1992. Con una tasa de fertilidad media de 7 hijos por cada mujer adulta y que se espera que disminuya tan solo hasta 5 por mujer adulta para el año 2000, la proyección de 35 millones para 2025 se torna más creíble. Una serie de factores, entre los que se encuentran, mejora en las vacunaciones contra enfermedades comunes, y una educación nutricional gracias a sistemas de salud de comunidades y aldeas, han contribuido a la expansión de la población. Ese crecimiento de la población nacional ha generado su correspondiente aumento de la demanda de escuelas, centros sanitarios, y vivienda urbana.
La ratio de sexos de la población, 97,3 hombres por cada 100 mujeres, se vio reflejada en las cifras de 1984 de 6 063 848 hombres y 6 232 233 mujeres (Véase tabla 5). Esta cifra quedaba ligeramente por debajo de la de 1970 que contaba 98 hombres por cada 100 mujeres, pero una completa inversión de la cifra de 1960 de 102,2 hombres por cada 100 mujeres. La caída en el número de hombres se puede atribuir, en parte, a la salida de hombres del país en busca de trabajo.
Otro dato significativo de las cifras del censo de 1984 era el de la distribución nacional por edades. En torno al 58 % de la población de Ghana en 1984 era menor de 20 años o mayor de 65. Aproximadamente 7 millones de personas se encontraban en esta categoría, y unos 4 millones de ellos eran menores de 10, y por lo tanto, económicamente improductivos. La gran población de individuos jóvenes que no aportaban a la economía parecía crecer rápidamente. A principios de los años 90, alrededor de la mitad de la población era menor de 15 años. Si el grupo de población menor de 20 y el los mayores de 60 se consideran, grupos dependientes, las implicaciones sociales, políticas y económicas para los años 90 y en adelante eran tan graves como para todo el conjunto del África subsahariana.
Las cifras provisionales del censo de Ghana de 2010 indican que la población es de 24 223 431. Esta cifra se compone de 12 421 770 mujeres y 11 801 661 hombres.

## Distribución de la población
La densidad de población tuvo un crecimiento constante desde 36 habitantes/km2 en 1970 hasta los 52 en 1984; la estimación total de la densidad de población de Ghana en 1990 era de 63 habitantes/km². Naturalmente estos promedios no reflejaban las variaciones en la distribución de la población. Por ejemplo, mientras la Región Norte, una de las 10 regiones administrativas, mostraba una densidad de 17 habitantes/km2 en 1984; en el mismo año la región de Gran Acra registró nueve veces la media nacional de 52 habitantes/km2. Como ya ocurría entre los años 60 y 70, la mayor concentración de población en 1984 se daba al sur de la meseta de Kwahu. La densidad más alta se daba en el triángulo Acra-Kumasi-Takoradi, en gran medida por la productividad económica de la región. De hecho, todos los centros mineros del país, los bosques madereros de hoja caduca, y las tierra de cultivo del cacao se sitúan al sur de dicha meseta. El triángulo Acra-Kumasi-Takoradi tiene fácil acceso a la costa mediante los sistemas ferroviario y de carreteras, lo que convierte a esta área en un imán para la inversión y la mano de obra.
En contraste, gran parte de la cuenca del Volta se encuentra escasamente poblada. La presencia de moscas tse-tse, la relativa infertilidad del terreno, y sobre todo la carencia de agua durante la estación del Harmattan, afectan a la habitabilidad del territorio. Por otra parte el extremo norte estaba densamente poblado. Los 87 habitantes/km2 registrados en el censo de 1984 en la región Alta Oriental, por ejemplo, excedía cuantiosamente la media nacional. Esto se explica parcialmente porque el terreno es más fértil y por la ausencia de la mosca tse-tse; sin embargo la onchocerciasis, o ceguera del río, una enfermedad transmitida por las moscas, es común en el norte, lo que provoca el abandono de algunas tierras. Con la mejora del suministro de agua por la excavación de pozos y la introducción de servicios de ampliación de agricultura intesiva como parte del programa Global 2000 desde los años 80, las cifras demográficas del extremo norte podrían resultar marcadamente distintas en el próximo censo.
Otro factor que afecta a la demografía de Ghana son los refugiados. A finales de 1994, aproximadamente 110 000 refugiados residían en Ghana. Unos 90 000 eran togoleses que habían huido de la violencia política de su país de origen que comenzó en 1993 (Véase Relaciones con los Vecinos Africanos, c. 4). La mayoría de los togoleses se asentaron en la Región Volta entre los de su misma etnia. Unos 20 000 liberianos se encontraban también, al haber huido de la guerra civil de su país (Véase Preocupación por la Seguridad Internacional, c. 5). Muchos eran residentes a largo plazo. Como resultado de las luchas étnicas en el noreste de Ghana a principios de 1994, al menos 20 000 ghaneses de un grupo inicial de 150 000 se encontraban desplazados internamente a finales del año. Unos 5000 tomaron residencia en Togo por motivo del conflicto.

## Disparidad campo-ciudad
Las localidades de más de 5000 habitantes han sido clasificadas como urbanas desde 1960. Partiendo de esta base, en 1960 la población urbana se cifraba en 1 551 174 personas, un 23,1 % del total nacional. Para 1970, el porcentaje de la población del país que residía en centros urbanos se había incrementado hasta el 28 %. Ese número se elevó hasta el 32 % en 1984 y se estimaba en 33 % en 1992.
Como ocurría con la densidad de población, la tasa de urbanización variaba de una región administrativa a otra. Mientras la región de la Gran Acra mostraba un 83 % de residencia urbana, la región de Ashanti igualaba la media nacional del 32 % en 1984.
La región Alta Occidental del país registraba solamente un 10 % de su población en centros urbanos ese año, lo cual reflejaba la migración interna hacia el sur y el modelo de desarrollo que lo favorecía, con sus recursos mineros y forestales, en detrimento del norte. Tradicionalmente, las áreas urbanas de Ghana han estado mejor provistas de servicios que las zonas rurales. En consecuencia, Kumasi, Acra y muchas otras localidades dentro del cinturón económico del sur atraían a más inmigrantes que las regiones septentrionales de la sabana; con la única excepción de Tamale en el norte. El enlace de las regiones del norte a la red eléctrica nacional a finales de los años 80 contribuyó a estabilizar ese flujo migración interna norte-sur.
A pesar del crecimiento de su población urbana, Ghana continuaba siendo una nación de comunidades rurales. La estadística de 1984 mostraba que seis de las diez regiones del país tenían poblaciones rurales del 5 % o más por encima de la media nacional del 68 %. En 1992 la residencia rural se estimó en un 67 % de la población.  Estas cifras, aunque reflejaban una tendencia a la residencia urbana, no eran muy distintas de las de los años 70 en los que en torno al 72 % de la población vivía en zonas rurales.
En un intento de perpetuar este modelo de sistema territorial, y con ello de minimizar el consecuente impacto socioeconómico del desarrollo urbano, en abril de 1984 se introdujo el "Manifiesto Rural", en el que se evaluaban los motivos del subdesarrollo del campo. Se valoraron las estrategias de desarrollo, y se pusieron en funcionamiento algunas de ellas para hacer la vida rural más atractiva. Como resultado, el Banco de Ghana estableció más de 120 sucursales rurales para apoyar a los emprendedores del campo, y se intensificó el programa de electrificación a finales de los años 80. Además el gobierno presentó planes para organizar asambleas de distrito como un elemento de su estrategia de desarrollo rural mediante una administración descentralizada, un programa diseñado para permitir que los residentes locales se involucrasen más en los planes de desarrollo y así satisfacer las necesidades locales.

## Lenguas

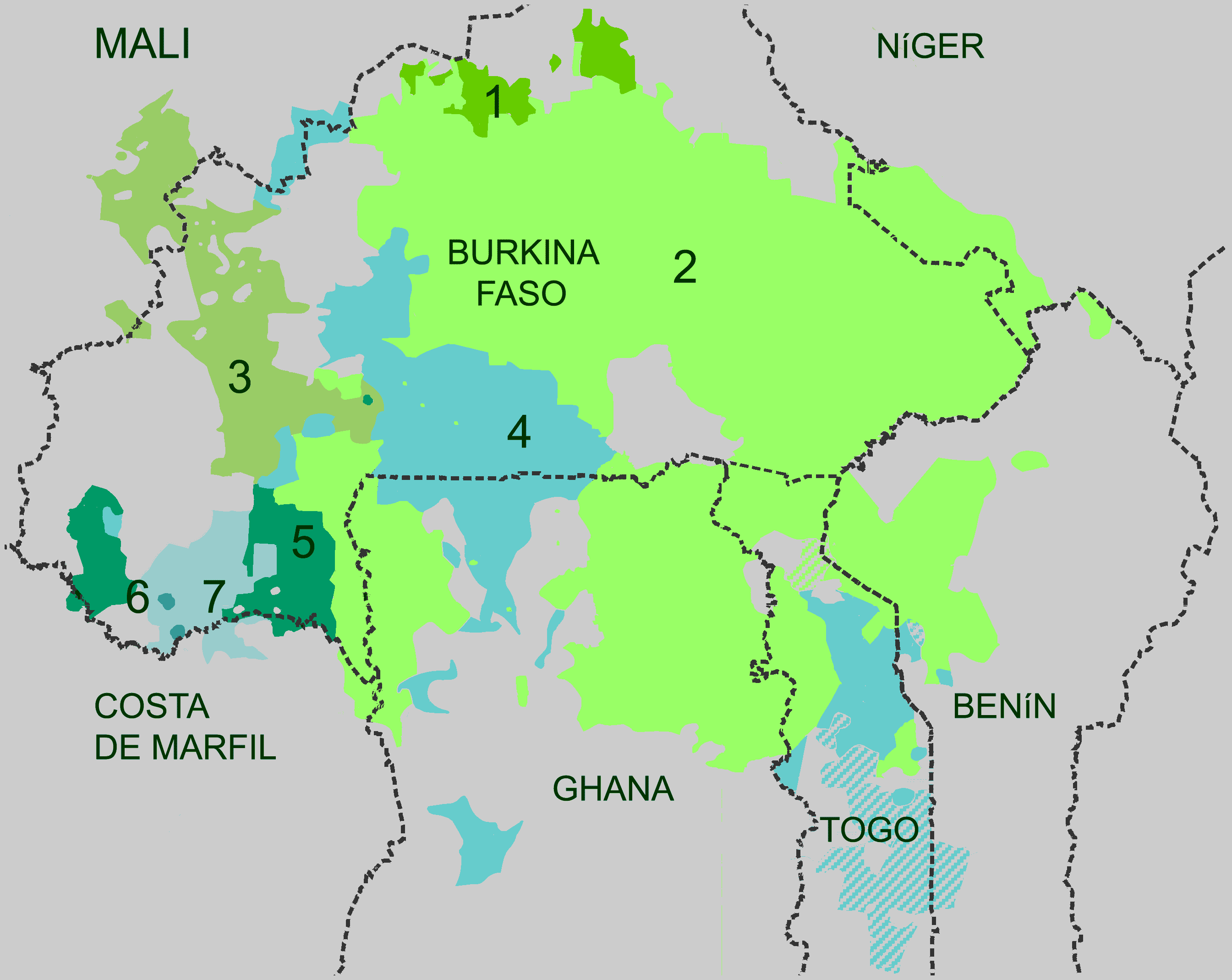
Lenguas gur de Ghana.

En Ghana se hablan más de 50 lenguas y dialectos. En el norte del país se hablan lenguas gur y en el sur se hablan lenguas kwa. Entre las lenguas más importantes se encuentran el  acano, en el cual se incluyen el pueblo fanti a lo largo de la costa y los ashanti en la región boscosa al norte de la costa; los guan en la planicie del río Volta; los pueblos que hablan el ga y los ewé, al sur y sudeste; y las tribus que hablan el moshi-dagomba de las regiones del norte. El inglés, lenguaje oficial y comercial, se enseña en todas las escuelas y su uso como lingua franca hace que prácticamente toda la población del país lo utilice como primer o, sobre todo, segundo idioma. El hausa es la principal lengua vehicular utilizada por los musulmanes, y se habla indistintamente junto a las lenguas autóctonass.

## Educación
La educación primaria y secundaria es gratuita y obligatoria. El respaldo del gobierno de Ghana a la educación básica es inequívoco. El Artículo 39 de la constitución decreta los principios fundamentales de la iniciativa de educación básica, universal, obligatoria y gratuita (FCUBE en sus siglas en inglés). Puesto en marcha en 1996, es uno de los programas de educación pre-terciaria más ambiciosos del África occidental. Desde 1987, el gobierno de Ghana ha incrementado su programa de educación en un 700 %. La parte correspondiente a la educación básica ha crecido desde el 45 % hasta el 60 % del total. Los estudiantes comienzan a la edad de seis años su educación primaria que se prolongará durante seis años. Con las reformas educativas puestas en marcha en 1987, pasan a un primer ciclo de educación secundaria de tres años de formación académica complementada por una capacitación técnica y vocacional. Aquellos estudiantes que continúen seguirán un segundo ciclo de tres años de educación secundaria. La entrada en una de las cinco universidades ghanesas se logra mediante un examen al completar la educación secundaria. El número total de inscritos en la escuela es de 3 millones.[cita requerida]

## Estadísticas demográficas del CIA World Factbook
Las siguientes estadísticas demográficas provienen del CIA World Factbook, salvo indicación.

### Población
24 223 431 (cifras del censo provisional de 2010); 23 382 848 (estimación de julio 2008); 19 533 560 (est. 2001)

Nota: la estimación para este país tiene explícitamente en cuenta la mortalidad excesiva debida al Sida; esto puede ofrecer como resultado una menor esperanza de vida, más alta tasa de mortalidad infantil y general, menor tasa de crecimiento de población, y cambios en la distribución por edades y sexo de la población distintas de las que podrían preverse en otras circunstancias.

### Estructura de edades
0–14 años: 37,3 % (hombres 4 503 331/mujeres 4 393 104)

15–64 años: 59,1 % (hombres 7 039 696/mujeres 7 042 208)

59.1 años y en adelante: 3,6 % (hombres 393 364/mujeres 460 792) (est. 2009)

### Tasa de crecimiento poblacional
1,897 % (est.2010)

### Tasa de natalidad
28,74 nacimientos/1000 habitantes (est. 2009) ; 29,81 nacimientos/1000 habitantes (est. 2010)

### Tasa de mortalidad
9,13 defunciones/1000 habitantes (est. 2008); 10,22 defunciones/1000 habitantes (est. 2010)

### Tasa de migración neta
-0,55 inmigrantes/1000 habitantes (est. 2008); -0,89 inmigrantes/1000 habitantes (est. 2000)

### Ratio de sexos
al nacer: 1,03 hombres/mujer

menos de 15 años: 1.02 hombres/mujer

15–64 años: 1 hombre/mujer

más de 65 años: 0.85 hombres/mujer

población total: 1 hombres/mujer (est.2009)

### Tasa de mortalidad infantil
51,09 defunciones/1000 nacimientos (est. 2009); 57,43 defunciones/1000 nacimientos (est. 2000)

### Esperanza de vida al nacer
población total:
59,85 años (2009 est.); 60 años

hombres:
58,98 años (2009 est.); 59 años

mujeres:
60,75 años (2009 est.) ; 61 años (2000 est.)

### Tasa de fertilidad
3,57 niños/mujer (est. 2010); 3.95 niños/mujer (est. 2000)

### Gentilicio
Ghanés/a

### Grupos étnicos
Acano 45,3 %, Mossi-Dagomba 15,2 %, Ewe 11,7 %, Ga-Dangme 7,3 %, Guan 4 %, Gurma 3,6 %, Gurunsi 2,6 %, Mandé-Busanga 1 %, otras tribus (Hausa, Yoruba, Fulani) 1,4 %, otros (entre ellos africanos blancos principalmente Anglo-Africanos 7,8 % (censo de 2000). A diferencia de muchos países africanos, la convivencia entre los distintos grupos étnicos puede considerarse pacífica.

### Religiones
De acuerdo con el censo realizado en 2000, los cristianos constituyen un 68,8 % de la población (Pentecostalistas/carismáticos 24,1 %;protestantes 18,6 %;católicos 15,1 %; otros 11 %). El censo indicaba que los musulmanes representaban el 15 % de la población, sin embargo otras fuentes sugieren que la cifra puede ser el 30 %. Otros credos incluyen religiones tradicionales africanas y el judaísmo, que lo practica el pueblo Sefwi. En Ghana existen también comunidades budistas nichiren y bahaistas.

### Lenguas
Inglés (lengua oficial), lenguas africanas (acano, Mossi-Dagomba, Ewe, y Ga)

### Alfabetismo
definición:
mayores de 15 años que saben leer y escribir

población total:
57,9 %

hombres:
66,4 %

mujeres:
49,8 % (censo de 2000)